# Henri de Lubac
Henri-Marie de Lubac (20 de fevereiro 1896 em Cambrai – 4 de setembro 1991 em Paris) foi um cardeal francês. Sua principal contribuição foi o modo de entender o fim sobrenatural do homem e sua relação com a graça. Influiu no Concílio Vaticano II.
Em 1913, ingressou na Companhia de Jesus aos 17 anos de idade. Estudou filosofia na Inglaterra e na França. Durante a I Guerra Mundial teve de se apresentar ao exército onde foi ferido com gravidade que causaram sequelas permanentes.
Em 1927, foi ordenado como sacerdote.
A partir de 1929, ensinou teologia fundamental e história das religiões na faculdade de teologia da Universidade de Lyon.
Em 1938, publicou seu primeiro livro: "Catholicisme, les aspects sociaux du dogme" (Catolicismo, Aspectos Sociais do Dogma).
Em 1942, juntou-se aos também jesuítas Jean Daniélou, Claude Mondésert e Victor Fontoynont, para começar a publicar "Sources Chrétiennes", uma coleção bilíngue de textos patrísticos.
Durante a ocupação alemã na França, apoiou a Resistência Francesa por meio dos "Cahiers du Témoignage chretien" (Cadernos das Testemunhas Cristãs), de palestras e outros escritos que denunciavam a ideologia nazista.
Em 1944, escreveu o "Le Drame de l'humanisme athée" (O Drama do Humanismo Ateu), na qual analisou os fundamentos filosóficos do ateísmo de sua época, nas obras de: Ludwig Feuerbach, Karl Marx, Friedrich Nietzsche e Auguste Comte. Depois, conclui analisando as obras de Fiódor Dostoiévski, que seriam um antídoto para esse ateísmo.
No início de 1945, escreveu, a pedido de Jacques Maritain, um livro de memórias confidencial intitulado "La question des évêques sous l'Occupation" (A questão dos bispos sob a ocupação), que somente seria publicado, após a morte do autor, em fevereiro de 1992.
Em 1960, foi nomeado para participar de uma comissão de teólogos que ajudaria a preparar os documentos que seriam aprovados no Concílio Vaticano II. Dentres os motivos para a sua nomeação estaria a publicação de "Méditation sur l'Église" (Meditação sobre a Igreja) (1953).".
Em 1972, fundou, juntamente com os teólogos Hans Urs von Balthasar (1905-1988) e Joseph Ratzinger, a revista Communio, para dar uma resposta positiva à crise teológica e cultural que despontou após o Segundo Concílio do Vaticano.
Em 1983, foi nomeado cardeal pelo João Paulo II. Faleceu em 1991.
Costumava-se encontrar com Abbé Pierre e Jules Monchanin.